# Inyo National Forest

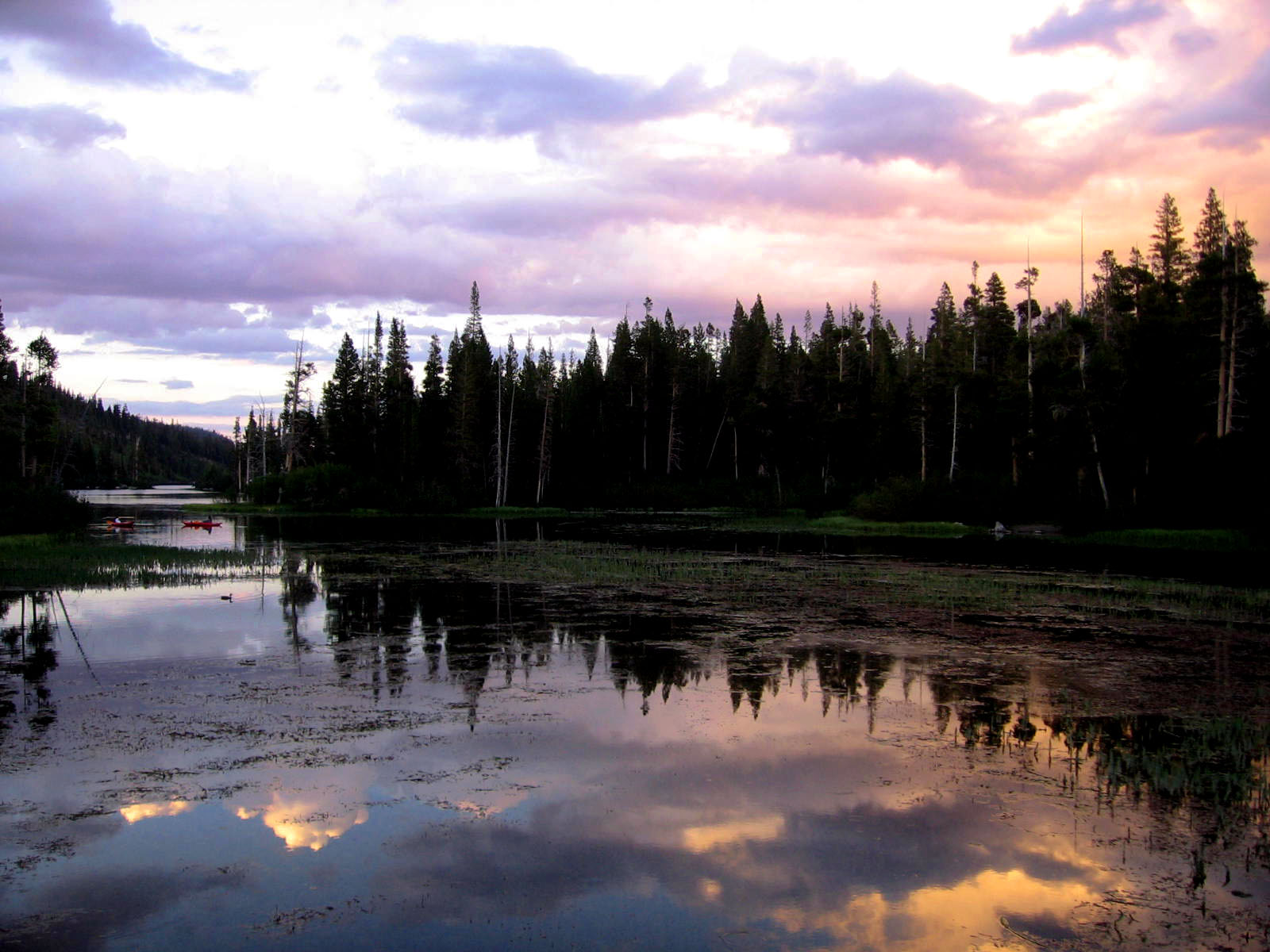
Mammoth Lake im Inyo National Forest

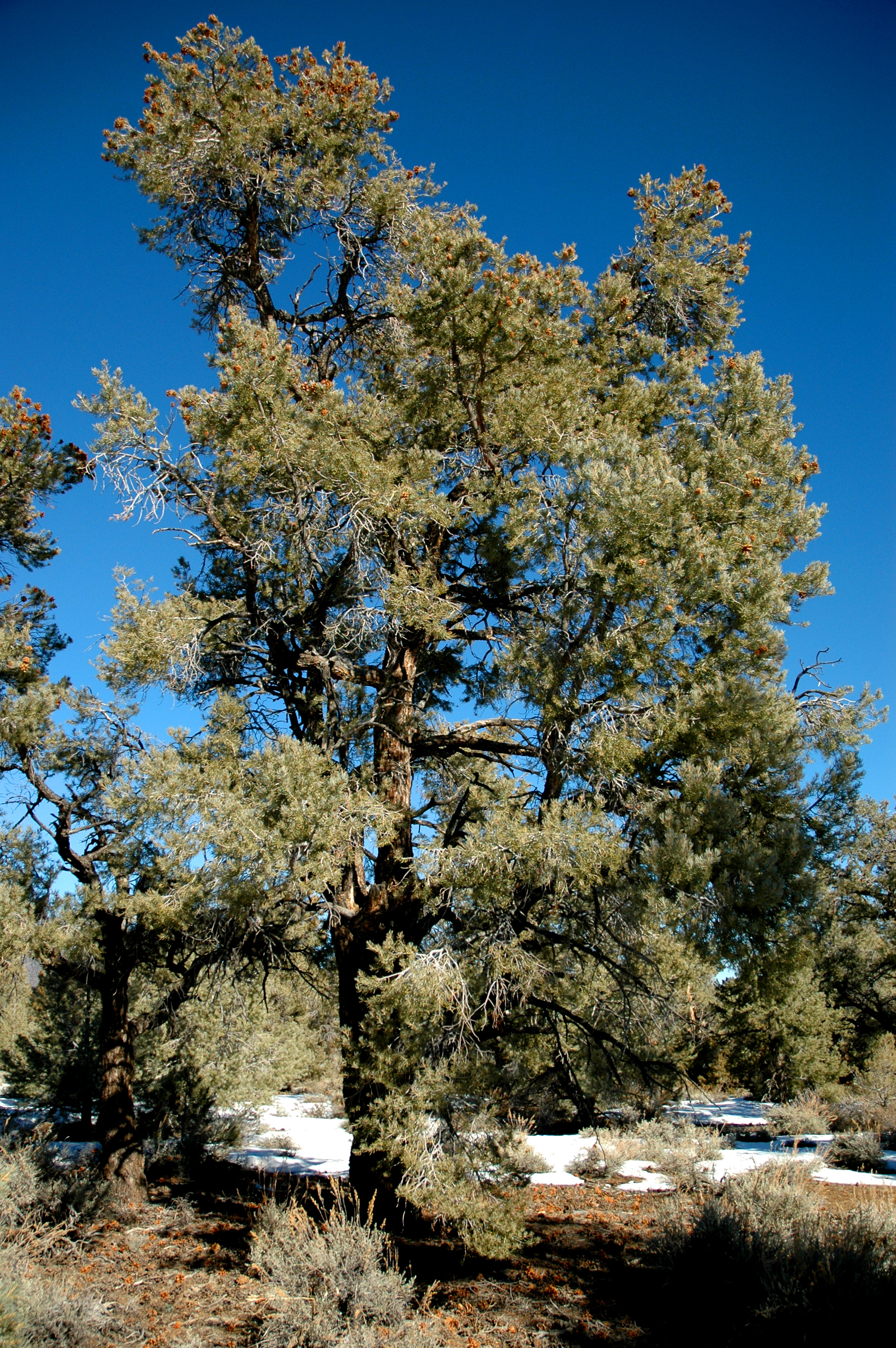
Kiefer im Inyo National Forest

Der Inyo National Forest ist ein Nationalforst in den Vereinigten Staaten von Amerika. Er liegt zum größten Teil (7.445,76 km²) im Bundesstaat Kalifornien, zu einem kleineren Teil (245,47 km²) im westlichen Teil des Bundesstaates Nevada. Er umfasst die südliche Sierra Nevada östlich des Hauptkamms zwischen Yosemite-Nationalpark und dem südlichen Teil des Sequoia-Nationalparks. Ebenfalls zum Inyo National Forest gehören die White und die Inyo Mountains östlich der Sierra, von dieser durch das Owens Valley getrennt. Im Süden schließt der Sequoia National Forest, im Zentrum jenseits des Sierra-Kamms der Sierra National Forest und im Norden der Bridgeport Ranger District des Humboldt-Toiyabe National Forest an. Große Teile des Nationalforsts sind als Wilderness Area ausgewiesen, der strengsten Klasse von Naturschutzgebieten in den Vereinigten Staaten.

## Gründung und Betreuung
Der Name „Inyo“ geht auf eine Benennung durch die Ureinwohner Amerikas zurück und bedeutet „Wohnstätte des großen Geistes“. Damit beschrieben die Ureinwohner den frühen weißen Siedlern die Berge der Gegend, die bis heute Inyo Mountains genannt werden. Der Name findet sich auch im Inyo County, in dem ein größerer Bereich des Waldes liegt. Der Wald erstreckt sich darüber hinaus auch auf das Gebiet der kalifornischen Countys Mono, Tulare und Madera sowie in Nevada auf die Countys Esmeralda und Mineral.
Der Inyo National Forest wurde am 25. Mai 1907 gegründet. Am 1. Juli 1945 wurde er ergänzt um das Land des ehemaligen Mono National Forest. Betreut wird der Nationalforst vom United States Forest Service, die örtlich zuständige Verwaltung hat ihren Sitz in Bishop.

## Langlebige Kiefern
Im Inyo National Forest, in der höchstgelegenen Region der White Mountains zwischen der Grenze zu Nevada und dem Death-Valley-Nationalpark, wachsen in einer Höhe von über 3.000 m ü. NN im Ancient Bristlecone Pine Forest (Wald der Langlebigen Kiefern), insbesondere dem so genannten Hain der Methusaleme (Englisch: Methuselah Grove), mehrere Langlebige Kiefern (Pinus longaeva, Englisch: Bristlecone pine), deren Alter über 4.000 Jahre beträgt, darunter der älteste ungeklonte Baum der Welt, der 2012 auf ein Alter von 5062 Jahren, umgerechnet auf das Jahr 2012, datiert wurde. Der Hain ist durch einen beim Besucherzentrum beginnenden Rundweg (Methuselah Walk) mit mehreren Infostationen zum Ökosystem erschlossen, der genaue Standort des Rekordhalters wird jedoch zu seinem Schutz geheim gehalten. Am 4. September 2008 wurden das Besucherzentrum und einige der Langlebigen Kiefern durch einen Waldbrand zerstört. Der Neubau öffnete im September 2012.

## Sonstiges
Der höchste Punkt Nevadas, die Boundary Peak (Grenzspitze) in den White Mountains liegt ebenfalls im Inyo National Forest, direkt an der Grenze zu Kalifornien.
Weitere touristische Anziehungspunkte im Inyo National Forest und seiner Umgebung sind unter anderem die Seen Mono Lake (ein Natronsee mit außergewöhnlichem Ökosystem und einer bizarren Landschaft), Tioga Lake, June Lake sowie der Tioga Pass, der Mount Whitney (höchster Berg der USA außerhalb Alaskas) sowie die Touristenorte Lone Pine und Mammoth Lakes.
Innerhalb des Inyo National Forest liegen die Wildnisschutzgebiete South Sierra Wilderness, Golden Trout Wilderness, John Muir Wilderness, Ansel Adams Wilderness, Boundary Peak Wilderness und Hoover Wilderness. Sie sind wie alle Wilderness Areas nicht durch Straßen erschlossen und dürfen nur zu Fuß und mit Hilfe von Pferden oder Mulis betreten werden. Auch Mountainbikes sind verboten. Die Fernwanderwege Pacific Crest Trail und John Muir Trail verlaufen auf einem kurzen Abschnitt nördlich des Yosemite-Nationalparks gemeinsam durch den National Forest.